# Los Updates
Los Updates fue un proyecto de música electrónica chileno creado por el músico Jorge González y la fotógrafa Loreto Otero. 

## Historia
Tras la segunda y última disolución de Los Prisioneros en Chile, Jorge González y Loreto Otero, cuando entonces eran pareja, dedicieron radicarse en Ciudad de México a fines de 2005.
Influenciados por la escena electrónica chilena en Europa representada por artistas como Martín Schopf (Dandy Jack), Pier Bucci, Uwe Schmidt, Dinky y Ricardo Villalobos, iniciaron en 2006 un proyecto de minimal house y techno pop originalmente denominado Los Plugins y posteriormente llamado Los Updates.
González tenía antecedentes en la música electrónica cuando escribió las canciones “You Never Come Back” y “I Am Not The Sound” en 2001 para el grupo alemán Sieg Über Die Sonne, formado por Dandy Jack y Tobías Freund.Asimismo, colaboró en la canción "Tour de France" de Señor Coconut.
En 2007, Los Updates lanzaron su primer trabajo titulado Jorge González EP en Chile y Los Updates EP en el exterior.
En 2008 publicaron su único álbum, First if you please, bajo el sello Cadenza del DJ suizo-chileno Lucien Nicolet, definido como una mezcla de "house, pop, 2-step, 8-bit, funk, rave y balada romántica".
Tras la separación sentimental de González y Otero en 2011, el dúo se separó y el vocalista de Los Prisioneros se mudó a Berlín.

## Discografía

### EP
- 2007: Jorge González EP (publicado fuera de Chile como Los Updates EP)[7]
- 2007: What's Around

### Álbum
- 2008: First If You Please

### Sencillos
| Año  | Canción                         | Álbum               | Máxima posición | Máxima posición | Máxima posición | Máxima posición | Máxima posición | Máxima posición |
| Año  | Canción                         | Álbum               | CHL             | ARG             | COL             | MEX             | ECU             | JPN             |
| ---- | ------------------------------- | ------------------- | --------------- | --------------- | --------------- | --------------- | --------------- | --------------- |
| 2007 | «Aviador»                       | Jorge González EP   | 32              | 61              | 9               | 5               | 13              | -               |
| 2007 | «Acaso quieres venir»           | Jorge González EP   | 15              | -               | -               | 4               | -               | -               |
| 2007 | «Hambre de gol»                 | Jorge González EP   | 89              | -               | -               | -               | -               | -               |
| 2008 | «4 Wheel Drive»                 | First if you please | -               | -               | -               | -               | -               | 96              |
| 2008 | «I don't feel like coming home» | First if you please | -               | -               | -               | -               | -               | 75              |